# Parapenaeopsis balli
Parapenaeopsis balli är en kräftdjursart som beskrevs av Martin D. Burkenroad 1934. Parapenaeopsis balli ingår i släktet Parapenaeopsis och familjen Penaeidae. Inga underarter finns listade i Catalogue of Life.